# Портовик (мини-футбольный клуб)
«Портовик» — ныне не существующий российский мини-футбольный клуб, первый профессиональный мини-футбольный клуб в Приморском крае. Представлял город Владивосток.
Создан на базе команды «Портовик», одного из лидеров приморского футбола и мини-футбола последних десятилетий. Фундаментом клуба являлась детская футбольная школа на базе общеобразовательных школ, в которой занимались школьники всех возрастов в городах и селах Приморского края.
Главным тренером команды являлся Сергей Михайлович Бутенко, украинский специалист имеющий опыт работы с украинскими, российскими и казахстанскими мини-футбольными клубами. Председатель правления клуба — Овчинников Лаврентий Леонидович, бывший игрок команды «Портовик» в футбол и мини-футбол.
Сезон 2013—2014 гг. стал дебютным для команды МФК «Портовик» в Высшей лиге чемпионата России по мини-футболу (второй уровень российского мини-футбола). Команда заняла седьмое место.
В сезоне 2014/15 клуб занял последнее место в высшей лиге и был исключён из числа участников турнира, не доиграв последние 6 матчей.